# Mary Tsingou

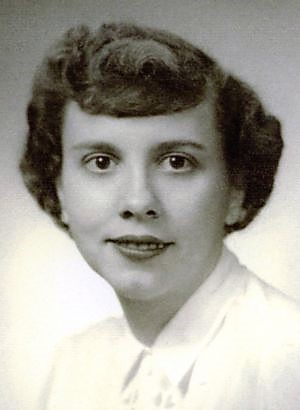
Mary Tsingou Menzel im Jahr 1955

Mary Tsingou Menzel, geborene Tsingou (* 14. Oktober 1928 in Milwaukee), ist eine US-amerikanische Mathematikerin.
Mary Tsingou studierte an der University of Wisconsin, an der sie 1951 ihren Bachelor erwarb, und an der University of Michigan, an der sie 1955 ihren Master erhielt. Auf Anraten einer ihrer Professorinnen ging sie 1952 an das Los Alamos National Laboratory, da dort wegen des Koreakriegs auch Frauen angestellt wurden. Sie arbeitete zunächst in der Gruppe von Rudolf Peierls, wo sie manuelle Berechnungen durchführte, wechselte jedoch schnell zur Gruppe von Nicholas Metropolis, um an dem neuen Computer MANIAC I zu arbeiten.
Im Jahr 1953 führte sie auf MANIAC I die Berechnungen für das Fermi-Pasta-Ulam-Experiment aus, eine der ersten auf einem Computer durchgeführten numerischen Simulationen. Trotz ihres wegweisenden Beitrags ist sie nicht als Autorin aufgeführt, da sie nicht an der Veröffentlichung mitschrieb.
Später beschäftigte sie sich weiterhin mit dem FPU-Problem, untersuchte numerische Lösungen der Schrödinger-Gleichung und arbeitete zusammen mit John von Neumann am Mischungsverhalten von Flüssigkeiten. Während der Reagan-Ära führte sie Berechnungen für das Star-Wars-Projekt durch.
Im Jahr 1958 heiratete sie Joseph Menzel, den sie in Los Alamos kennengelernt hatte, und mit dem sie noch heute dort wohnt.